# Casaletto Spartano

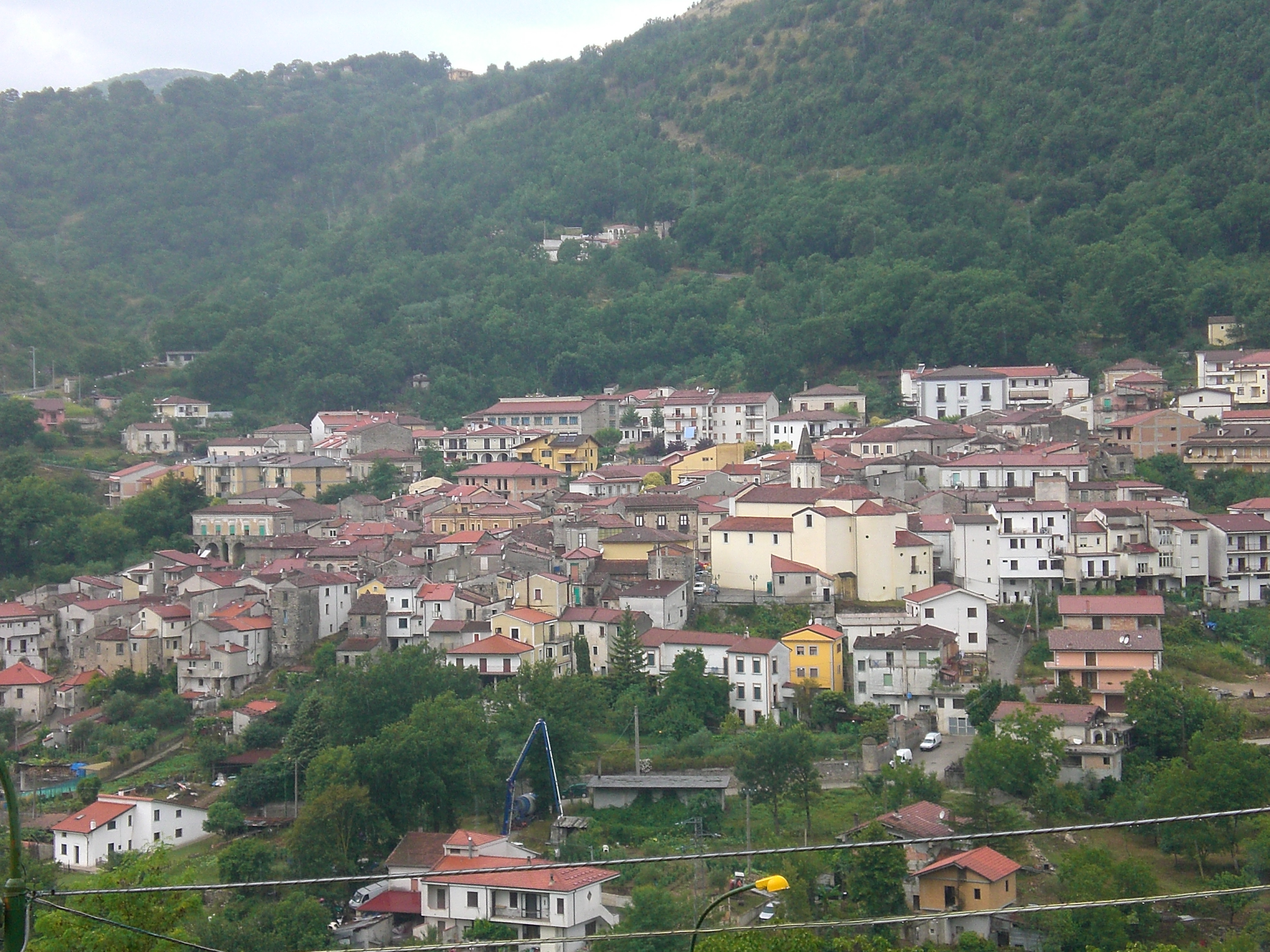
Blick auf den Ort

Casaletto Spartano ist eine italienische Gemeinde mit 1262 Einwohnern (Stand 31. Dezember 2023) in der Provinz Salerno in der Region Kampanien. Der Ort ist Teil der Comunità Montana del Bussento und grenzt an den Nationalpark Cilento und Vallo di Diano.

## Geografie
Die Nachbargemeinden sind Casalbuono, Caselle in Pittari, Lagonegro (PZ), Morigerati, Rivello (PZ), Sanza, Torraca, Tortorella, und Vibonati. Die Ortsteile sind Battaglia, Gioncoli und Pozzi Monaci.